# Dacrydium vitreum
Dacrydium vitreum är en musselart som först beskrevs av Moller 1842.  Dacrydium vitreum ingår i släktet Dacrydium och familjen blåmusslor. Inga underarter finns listade i Catalogue of Life.